# Ernest Gevers
Ernest Gevers (n. 28 august 1891, Antwerpen, Flandra, Belgia – d. 1965, Elsene, Comunitatea Francofonă din Belgia⁠(d), Belgia) a fost un scrimer ce a reprezentat Belgia, medaliat olimpic. A participat la 2 ediții ale Jocurilor Olimpice (1920, 1924) în care a câștigat două medalii de argint.